# Karl Koller (Fußballspieler)

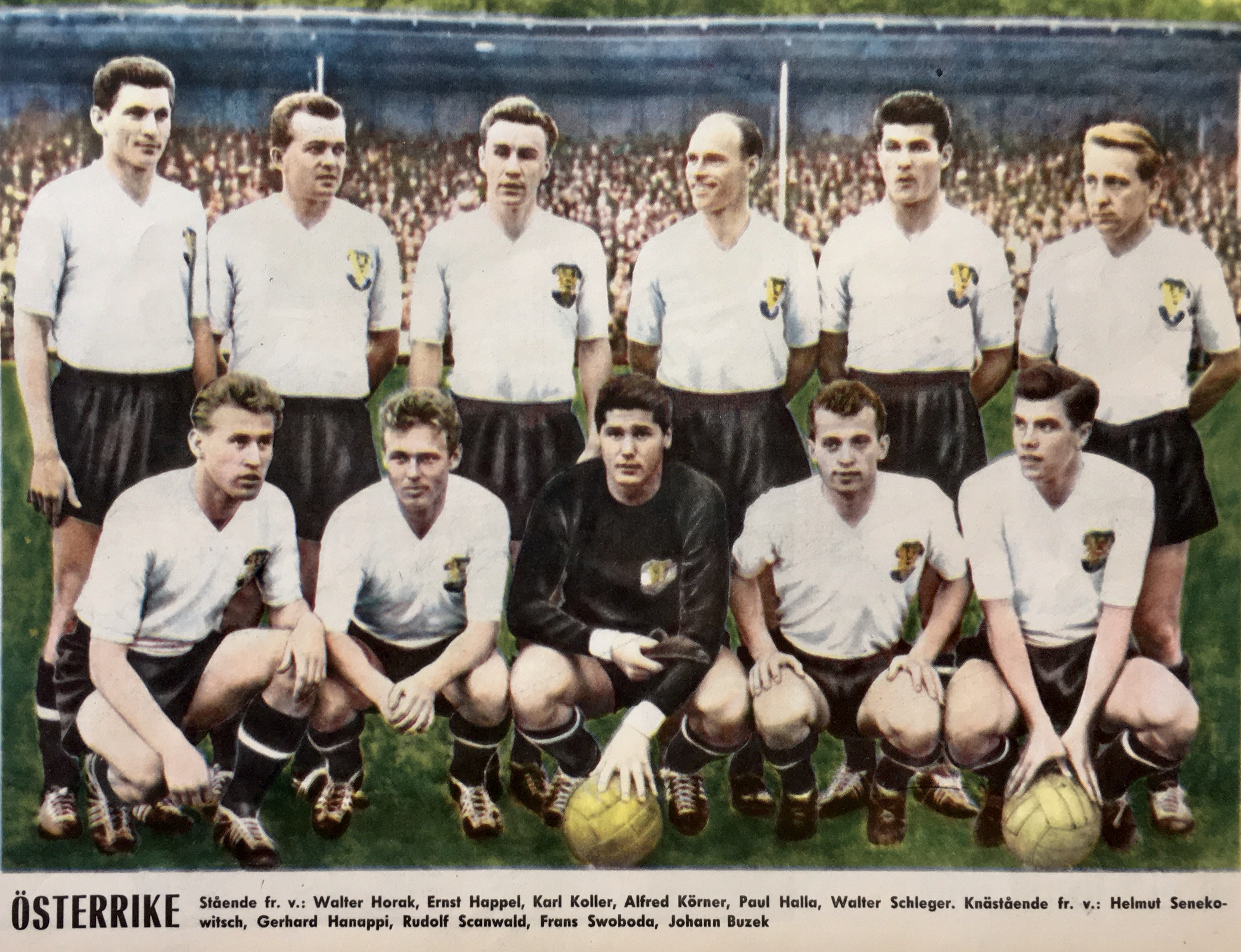
Österreichische Nationalmannschaft aus dem Jahre 1958 – Bild zeigt 2. Reihe stehend v. l.: Walter Horak, Ernst Happel, Karl Koller, Alfred Körner, Paul Halla, Walter Schleger; 1. Reihe hockend v. l.: Helmut Senekowitsch, Gerhard Hanappi, Rudolf Szanwald, Franz Swoboda und Johann Buzek

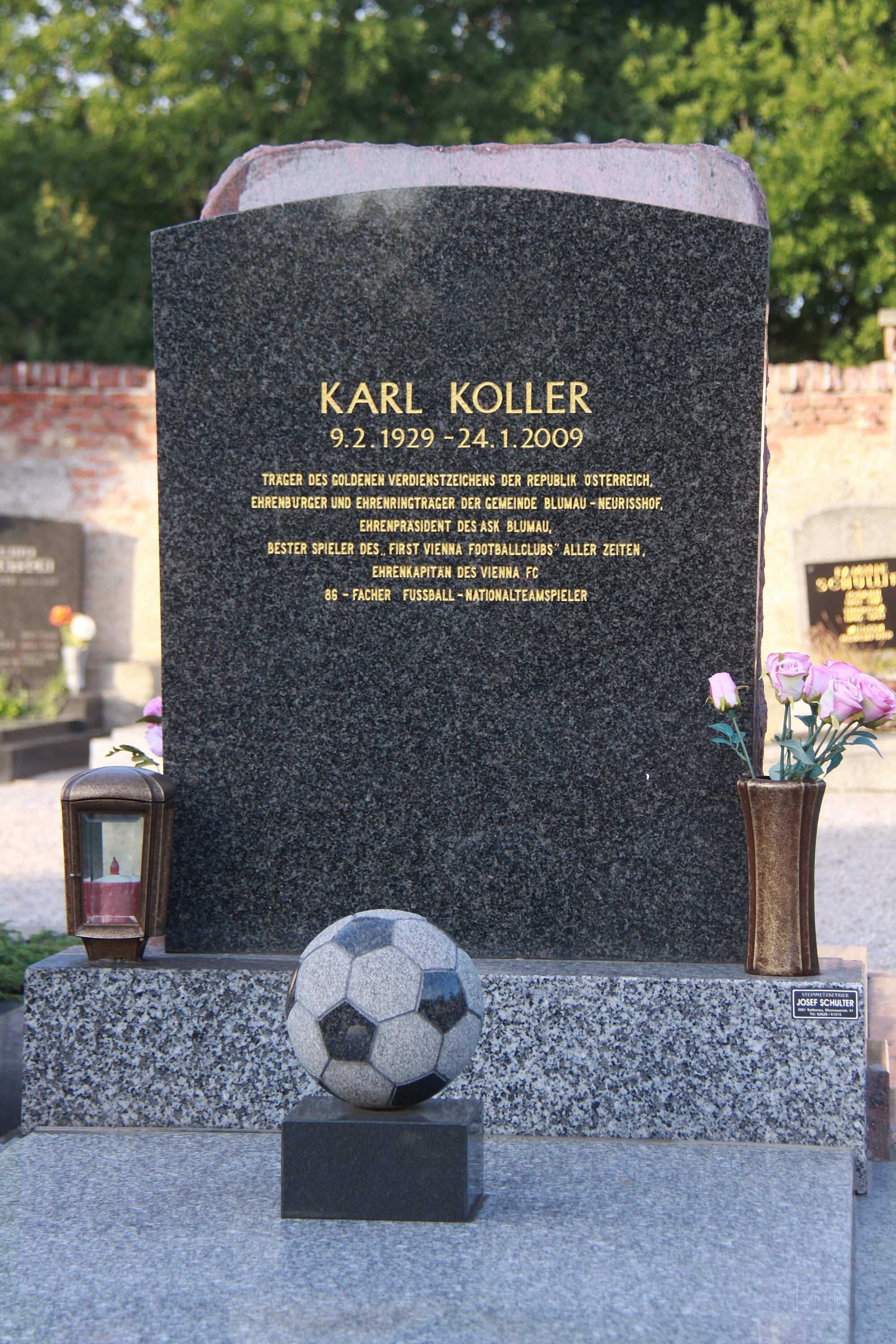
Ehrengrab von Karl Koller am Friedhof von Blumau-Neurißhof

Karl Koller (* 9. Februar 1929 in Hölles, Gemeinde Matzendorf-Hölles, Niederösterreich; † 24. Jänner 2009 in Baden) war ein österreichischer Fußballspieler. Er gilt nach Ernst Ocwirk als einer der besten österreichischen Mittelfeldspieler und wurde unter anderem von der IFFHS als einer der 100 besten europäischen Fußballer des 20. Jahrhunderts ausgezeichnet. Der Nationalspieler absolvierte 86 Spiele für das Team und nahm an je zwei Weltmeisterschaften und Europameisterschaften teil. Als Höhepunkt der Karriere der Vienna-Legende gilt der 3. Platz bei der WM 1954 in der Schweiz. Am 24. Jänner 2009 starb Koller an den Folgen seiner Alzheimer-Erkrankung.

## Karriere

### Weltmeisterschaften 1954 und 1958
Karl Koller begann seine Fußballkarriere in Döbling bei der Vienna, wo er 1949 in der Meisterschaft debütierte. Bereits 1952 gelang Karl Koller der Sprung ins Nationalteam, wo er bei seinen ersten Einsätzen gegen Belgien (2:0) und Irland (6:0) überzeugen konnte. So fuhr er als einer der Stammkräfte zur Weltmeisterschaft 1954 in die Schweiz und bildete gemeinsam mit dem Austrianer Ernst Ocwirk das österreichische Mittelfeld. In der Schweiz erreichte das österreichische Team sensationell den dritten Platz, wobei Karl Koller in allen Matches durchspielte.
In der folgenden Saison konnte der kampfstarke Mittelfeldspieler mit der Vienna seinen ersten nationalen Titel erringen. Mit der Vienna triumphierte er in der Meisterschaft punktegleich vor dem WSC. Mit der Nationalmannschaft machte sich Karl Koller nach bestandener WM-Qualifikation 1958 auf den Weg nach Schweden. Österreich erwischte allerdings mit England, Brasilien und der damals starken Sowjetunion eine schwere Gruppe. So kam das Aus für die Österreicher bereits in der Gruppenphase, dennoch konnte man sich gut verkaufen. Beim hart erkämpften 2:2 gegen England, wo Österreich zwei Mal in Führung gehen konnte, erzielte Karl Koller zudem eines seiner seltenen Teamtore.

### Karriereende im Team und mit der Vienna
Mit der Vienna wollte es nicht mehr mit einem Titelgewinn klappen: 1961 wurde Karl Koller mit der Mannschaft sowohl Zweiter in der Meisterschaft als auch im Cup. Mit der österreichischen Nationalmannschaft konnte er bei der Europameisterschaft 1960 auch nicht überzeugen. Das Team scheiterte im Viertelfinale am Gastgeber Frankreich. Bei der EM 1964 kam das Aus bereits im Achtelfinale durch eine Niederlage gegen Irland. Karl Kollers Karriere im Team endete mit der verpassten WM-Qualifikation 1966, wobei der österreichische Verband, heute undenkbar, noch die Teilnahme an der WM 1962 auf Grund der hohen Reisekosten nach Chile abgesagt hatte. In der Meisterschaft spielte Koller mit den Blau-Gelben bis 1965 und beendete seine Karriere nach 836 Spielen und 101 Toren für die Vienna.
Karl Koller wohnte in Blumau-Neurißhof, wo er bis 2000 ein Gasthaus besaß und wurde dort auch auf dem Ortsfriedhof in einem Ehrengrab der Gemeinde beigesetzt.

## Erfolge
- 1 × Österreichischer Meister: 1955
- 2 × Österreichischer Vizemeister: 1957, 1961
- 1 × Österreichischer Cupfinalist: 1961

- Teilnahme Weltmeisterschaft 1954: 3. Platz
- Teilnahme Weltmeisterschaft 1958: Gruppenphase (besten 16)
- Teilnahme Europameisterschaft 1960: Viertelfinale
- Teilnahme Europameisterschaft 1964: Achtelfinale
- 86 (88) Länderspiele und 5 Tore für die österreichische Fußballnationalmannschaft von 1952 bis 1965